# Adaptació d'impedàncies
En electrònica, l'adaptació d'impedàncies és la tècnica de fer coincidir els valors de les impedàncies del generador i de la càrrega per tal d'aconseguir transferir la màxima potència.

## Descripció
S'obté quan la impedància ZS del generador i la impedància ZL de la càrrega són l'una el complex conjugat de l'altra, és a dir, quan ZL = Z* S.
La màxima transferència de potència és un factor que representa una clara frontera entre l'electrònica i l'electrotècnia: en aquesta última disciplina, de fet, no interessa tant la màxima transferència de potència sinó el màxim rendiment, una mesura que els circuits adaptats és pràcticament igual al 50%.
El corrent que passa pel circuit és, per la llei d'Ohm:
{\displaystyle I={\frac {V_{S}}{Z_{S}+Z_{L}}}}
La tensió útil al terminal del generador sota la càrrega val, per la llei d'Ohm relativa a la porció del circuit {\displaystyle V=Z_{L}I} i, doncs:
{\displaystyle V={\frac {V_{S}Z_{L}}{Z_{S}+Z_{L}}}}
La potència proveïda pel generador és {\displaystyle P=VI}
que, per la fórmula anterior, esdevé:
{\displaystyle P={\frac {V_{S}^{2}Z_{L}}{(Z_{S}+Z_{L})^{2}}}}
En aquesta última és mostra el valor màxim com {\displaystyle Z_{L}=Z_{S}}.
Si {\displaystyle I} és un corrent altern, la potència màxima es dona només en condicions de ressonància en el circuit, o a una freqüència precisa del corrent.

### Telecomunicacions
El concepte és present també en les telecomunicacions en què el desadaptament entre les línies de transmissió o guia d'ones i la càrrega final produeixen una ona reflexa vers el transmissor que pot causar dany al circuit electrònic a més de disminuir la potència del senyal transmès i conseqüentment afectar en la sensibilitat de potència del senyal en el receptor.